# João Victor
João Victor de Albuquerque Bruno, född den 7 november 1988 i Olinda i Brasilien, är en brasiliansk professionell fotbollsspelare (defensiv mittfältare) som spelar för Indian Super League-klubben Hyderabad, där han även är lagkapten.